# Poder de polícia
O Poder de polícia é a faculdade que o Estado possui de limitar e condicionar o exercício dos direitos individuais, a liberdade e a propriedade, visando à instauração do bem-estar coletivo e do interesse público. Este poder abrange diversos elementos, destacando-se a saúde, segurança, meio ambiente, defesa do consumidor, patrimônio cultural e a propriedade. No contexto do direito brasileiro, o poder de polícia refere-se à capacidade do Estado de regular, fiscalizar e controlar atividades e comportamentos da sociedade, garantindo a ordem, segurança, saúde e outros interesses públicos, sendo uma prerrogativa estatal para impor restrições em prol do bem-estar coletivo.  
As atividades relacionadas ao poder de polícia incluem a edição de normas e regulamentos, a fiscalização do cumprimento dessas normas, a imposição de sanções em caso de descumprimento e a atuação preventiva para evitar situações prejudiciais à coletividade. Exemplos de áreas em que o poder de polícia é exercido incluem o trânsito, a segurança pública, a saúde pública, o meio ambiente, entre outras.  É importante ressaltar que o exercício do poder de polícia deve ser pautado pelos princípios da legalidade, razoabilidade, proporcionalidade e interesse público.  Além disso, a atuação dos agentes públicos deve respeitar os direitos individuais e as garantias fundamentais previstas na Constituição.  

## Definição Legal
O artigo 78 do Código Tributário Nacional fornece uma definição jurídica clara do poder de polícia. De acordo com o texto, o poder de polícia é a atividade da administração pública que, ao limitar ou disciplinar direitos, interesses ou liberdades, regula a prática de atos ou a abstenção de fatos. Isso ocorre em razão de interesses públicos relacionados à segurança, higiene, ordem, costumes, disciplina da produção e do mercado, exercício de atividades econômicas dependentes de concessão ou autorização do poder público, tranquilidade pública, respeito à propriedade e aos direitos individuais ou coletivos. 
Vale notar que, embora o artigo defina o poder de polícia como uma atividade da administração pública, o parágrafo único do artigo 78 esclarece que essa atividade é considerada regular quando executada por um órgão competente, dentro dos limites da lei aplicável, observando o devido processo legal. Adicionalmente, trata-se como regular a atividade discricionária, desde que realizada sem abuso ou desvio de poder. 

### Sentido estrito e sentido amplo
É importante distinguir duas formas de entender o poder de polícia. De maneira ampla, ele se refere a todas as ações estatais que limitam os direitos individuais em favor do bem coletivo, envolvendo tanto o Executivo quanto o Legislativo. Por exemplo, a criação de leis que ajustam esses direitos. Em uma visão mais específica, o poder de polícia é uma atividade administrativa realizada pelo Executivo, restringindo liberdades e propriedades por meio de regulamentos, autorizações ou licenças. É relevante destacar que há duas perspectivas: a) a atividade administrativa como função estatal (polícia - função), interpretada pelo que é feito; e b) o órgão administrativo responsável por evitar ações prejudiciais à ordem social (polícia - corporação), considerado pelo seu formato. A função policial do Estado valida a atuação dos agentes públicos, indo além dos órgãos de segurança pública. 

### Fundamentos
Os fundamentos subjacentes à atividade estatal de limitação dos direitos individuais são fundamentais para compreender a natureza e o propósito do poder de polícia. Conforme anteriormente destacado, dois pilares essenciais sustentam essa intervenção estatal: a supremacia do interesse público e a responsabilidade atribuída à Administração Pública de promover o bem-estar da sociedade. Estes são princípios norteadores que buscam assegurar a coesão e o desenvolvimento harmonioso do tecido social. Alicerçado na premissa da supremacia do interesse público, o poder de polícia tem como finalidade precípua a proteção desse mesmo interesse coletivo. Nesse contexto, a atuação estatal visa resguardar valores fundamentais para a comunidade, tais como segurança, higiene, ordem, costumes e a adequada regulação de atividades econômicas. Ao limitar ou disciplinar direitos individuais, a Administração Pública busca equilibrar as necessidades da coletividade, consolidando um ambiente propício ao desenvolvimento coletivo e à preservação dos direitos e garantias fundamentais. 

### Âmbito de incidência
O âmbito de incidência do poder de polícia abrange uma diversidade de esferas que englobam a presença de sujeitos de direitos em suas atividades cotidianas. A compreensão desse conceito deriva da noção de que não existem direitos absolutos no contexto social, uma vez que as prerrogativas individuais devem ser equalizadas em prol do interesse comum. Nesse sentido, os direitos fundamentais, como a liberdade e a propriedade, não podem ser exercidos de forma irrestrita, uma vez que a Administração Pública tem como objetivo principal ajustá-los para promover a harmonia social. Dessa maneira, o exercício desses direitos é condicionado a determinadas formas de fruição, a fim de conciliar as aspirações individuais com o bem-estar coletivo.  
A atuação do poder de polícia se desdobra em diversos campos, refletindo a necessidade de regulamentação e fiscalização em diferentes áreas da vida social. A polícia de construções intervém no ordenamento urbano, impondo normas para o uso adequado do solo e das edificações. Da mesma forma, a polícia ambiental atua na preservação dos recursos naturais, controlando atividades que possam comprometer o equilíbrio ecológico. É imperativo compreender que o poder de polícia não se restringe apenas a aspectos físicos do ambiente, estendendo-se também a questões econômicas, sanitárias, de segurança pública, entre outras. A sociedade, ao desfrutar de seus direitos, deve fazê-lo dentro dos limites estabelecidos pela legislação e regulamentação, de modo a assegurar a convivência pacífica e a coexistência harmônica entre os cidadãos.  
Assim, a atuação do poder de polícia não se configura como uma restrição arbitrária, mas como uma necessidade inerente à organização social, buscando conciliar a diversidade de interesses individuais e coletivos. O respeito aos princípios constitucionais, como a legalidade, razoabilidade e proporcionalidade, orienta essa intervenção estatal, garantindo que as restrições impostas estejam alinhadas com os valores fundamentais da sociedade. 
O âmbito de incidência do poder de polícia abrange diversas áreas e situações, incluindo:
- Saúde Pública: Controle sanitário, vigilância epidemiológica e regulamentação de práticas que possam afetar a saúde da população
- Meio Ambiente: Fiscalização e controle de atividades que possam causar danos ao meio ambiente, impondo restrições e normas para sua preservação.
- Urbanismo e Edificações: Controle do uso e ocupação do solo, estabelecimento de normas para construções, zoneamento urbano, entre outros.
- Trânsito: Regulamentação e fiscalização do tráfego de veículos e pedestres, visando a segurança no trânsito.
- Segurança Pública: Atividades relacionadas à manutenção da ordem pública e segurança, como policiamento e controle de eventos.
- Economia: Controle de atividades econômicas para evitar práticas prejudiciais à concorrência e proteger o consumidor.
- Ordem Social e Moral: Regulamentação de atividades que possam afetar a ordem social e moral, como espetáculos públicos, entretenimento, etc.
- Alimentação: Controle sanitário de alimentos e bebidas para garantir a segurança alimentar.
- Educação: Regulamentação de instituições de ensino e atividades educacionais.
- Posturas Municipais: Controle de atividades locais para garantir a convivência pacífica entre os cidadãos. [13]

Essas são apenas algumas áreas em que o poder de polícia pode ser aplicado. Ele se manifesta de forma a equilibrar os interesses individuais e coletivos, buscando sempre a promoção do bem comum. Vale ressaltar que a atuação do poder de polícia deve respeitar os princípios constitucionais, como o da legalidade, razoabilidade e proporcionalidade. 

## Evolução Histórica
A concepção moderna do poder de polícia se distancia consideravelmente de sua origem etimológica. O termo "polícia", derivado do grego "politeia", originalmente fazia alusão a todas as atividades associadas à cidade-estado (polis). 
Quando analisamos a evolução histórica, os contornos do conceito contemporâneo de poder de polícia começam a se esboçar já na Idade Média, especialmente no período feudal. Nessa época, o detentor do poder político, que conferia autoridade sobre tudo que era essencial para a manutenção da ordem na sociedade civil, era o príncipe. Esse poder abarcava aspectos cruciais para a organização sob a égide do Estado. É relevante notar que, nesse contexto, a preservação da ordem moral e religiosa estava estritamente vinculada à autoridade eclesiástica, que detinha exclusividade sobre tais responsabilidades.  
No entanto, no final do século XV, na Alemanha, o poder de polícia passa a englobar toda a atividade do Estado, abrangendo amplos poderes concedidos ao príncipe, incluindo intervenções na esfera privada dos cidadãos, inclusive em aspectos de suas vidas religiosas e espirituais. Isso ocorreu sob o pretexto de assegurar a segurança e o bem-estar coletivo, resultando em uma intervenção estatal excessiva na vida dos cidadãos, marcada pela ausência do princípio da legalidade. 
A distinção entre polícia e justiça foi estabelecida logo em seguida, de modo que a primeira consistia em normas estabelecidas pelo príncipe relacionadas à administração, aplicadas sem a possibilidade de apelação dos indivíduos aos tribunais. Por outro lado, a segunda compreendia normas que escapavam à jurisdição direta do Rei e eram aplicadas pelos juízes. Essa separação delineou claramente as esferas de atuação do poder estatal, estabelecendo limites e promovendo a noção fundamental de acesso à justiça para os cidadãos. 
Tal direito de policia do monarca foi sofrendo restrições em seu conteúdo, deixando de alcançar, primeiro as atividades eclesiásticas, depois as militares e financeiras, chegando a um momento em que se reduzia a normas relativas à atividade interna da Administração. Após, passou-se a relacionar a polícia à ideia de coação, começando então a distinguir atividade de policia das demais atividades administrativas, hoje chamadas serviço publico e fomento. 
Pode-se resumir essa fase, conhecida como Estado de Policia, por meio da concepção de que o jus politae compreendia uma série de normas postas pelo príncipe e que se colocavam fora do alcance dos tribunais. Uma fase em que carece a legalidade e as restrições de competência.  É com o Estado de Direito que se inaugura uma nova fase em que já não se aceita mais a ideia da existência de leis a que o próprio príncipe não se submeta. Isso em decorrência de um dos princípios básicos do Estado de Direito, qual seja, o principio da legalidade que estabelece um Estado que se submete às leis por ele mesmo postas. 
O desenvolvimento do Estado de Direito pode ser dividido em duas etapas. Uma primeira baseada nos princípios do liberalismo, em que a preocupação era a de assegurar ao individuo uma serie de direitos subjetivos, dentro os quais a liberdade. Em consequência, tudo o que significasse uma interferência nessa liberdade deveria ter um caráter excepcional. A regra era o livre exercício dos direitos individuais amplamente assegurados nas Declarações Universais de Direitos, depois transpostos para as Constituições; a atuação estatal constituía exceção, só podendo limitar o exercício dos direitos individuais para assegurar a ordem publica. A polícia administrativa era essencialmente uma policia de segurança. 
Quando o Estado liberal começa a transformar-se em Estado intervencionista, se inicia a segunda etapa referida anteriormente. Nesta, a atuação do Estado não se limita mais à segurança e passa a estender-se também à ordem social e econômica. Antes do inicio do século XX os autores começam a falar em uma polícia geral, relativa à segurança pública, e em policias especiais, que atuam nos mais variados setores da atividade dos particulares. 
O aumento do poder de polícia ocorreu em duas direções: primeiro, expandiu-se para áreas não vinculadas à segurança, alcançando relações entre particulares, anteriormente fora do controle estatal; o conceito de ordem pública, que antes se limitava à segurança, passou a abranger a ordem econômica e social, incluindo medidas sobre relações de emprego, mercado de produtos essenciais, exercício de profissões, comunicações, espetáculos públicos, meio ambiente, patrimônio histórico e artístico, saúde, entre outros. Em segundo lugar, possibilitou a imposição de obrigações de fazer, como o cultivo da terra, o aproveitamento do solo e a venda de produtos, enquanto a polícia tradicional apenas impunha obrigações de não fazer. Para alguns autores, essas medidas representam um novo instrumento estatal para intervir na propriedade, visando garantir o bem comum com base no princípio da função social da propriedade. 
Em síntese, a evolução do poder de polícia pode ser subdividida em três fases distintas. Inicialmente, destaca-se o avanço no desenvolvimento do princípio da legalidade, seguido por uma progressiva ampliação dos bens jurídicos tutelados e, por fim, encontramo-nos atualmente em uma fase em que o poder de polícia possui a capacidade de impor condutas. Dentro desse contexto, o poder de polícia não se limita apenas a impor restrições; ele estabelece um cenário no qual os particulares são instigados a contribuir ativamente para o interesse público. Essa dualidade de obrigações, entre agir e abster-se, destaca a complexidade e a amplitude do papel desempenhado pelo poder de polícia na configuração da convivência social, sempre com o intuito de promover o bem comum. 
A notável restrição da liberdade em prol do interesse público emerge como uma característica proeminente ao se examinar o poder de polícia, dado que este estabelece tanto obrigações positivas quanto negativas para os particulares. Em ambas as esferas obrigacionais, evidencia-se a intervenção econômica do Estado por meio do poder de polícia, visando ajustar o exercício dos direitos individuais em consonância com o bem-estar coletivo. Essa intervenção não apenas reflete a evolução do conceito de legalidade, mas também responde a uma crescente valorização dos bens jurídicos, reconhecendo a importância de sua preservação para o equilíbrio da sociedade. 

## Classificações

### Poder de Polícia Originário e Delegado
O poder de polícia originário refere-se à capacidade normativa e de fiscalização exercida diretamente pelas entidades políticas do Estado, como União, Estados, Distrito Federal e Municípios, por meio de seus órgãos internos e agentes. Essa forma de poder de polícia emana das leis e atos normativos produzidos por essas entidades. 
Por outro lado, o poder de polícia delegado é aquele conferido a entidades administrativas vinculadas ao Estado, integrantes da Administração Indireta, por meio de uma delegação legal proveniente de um ente político. Essa delegação não pode ser concedida a pessoas físicas, empresas ou sujeitos particulares, pois estes não possuem vínculo oficial com entes públicos. A delegação deve ser formalizada por meio de lei, emanada de um agente ou órgão interno do Estado. 
É importante destacar que o poder de polícia delegado tem como limite atuações de fiscalização e execução, não sendo permitido criar normas restritivas, pois a função de estabelecer regras inovadoras é exclusiva do poder de polícia originário. Em resumo, enquanto o poder de polícia originário provém diretamente das entidades políticas do Estado, o poder de polícia delegado é conferido a entidades administrativas por meio de uma delegação legal específica, com restrições claras em relação às suas atribuições. 

### Polícia Administrativa e Judiciária
O poder de polícia se desdobra em dois setores, operando em duas esferas distintas da ação estatal: a administrativa e a judiciária. Mesmo diante dessa divisão, ambos permanecem inseridos na esfera da função administrativa, uma vez que gerenciam interesses públicos. A distinção habitual entre eles reside na afirmação de que a polícia administrativa tem uma abordagem preventiva, buscando evitar comportamentos antissociais e ações individuais prejudiciais à coletividade. Enquanto isso, a polícia judiciária, de caráter repressivo, concentra-se em punir aqueles que violam a lei penal. 
Entretanto, essa distinção carece de precisão, uma vez que a polícia administrativa pode agir de maneira repressiva, como evidenciado quando apreende a carteira de motorista de um infrator. Ao mesmo tempo, a polícia judiciária, ao reprimir indivíduos que violam a lei penal, também atende ao propósito preventivo de evitar a ocorrência de novos delitos. Assim, a fronteira entre as duas formas de atuação policial não é tão nítida, e ambas desempenham papéis tanto preventivos quanto repressivos em diferentes contextos. 
O critério mais apropriado para diferenciar está na presença ou ausência de infração penal. Quando a atuação se concentra na esfera de infrações puramente administrativas, seja de forma preventiva ou repressiva, estamos diante da polícia administrativa. Por outro lado, quando se trata de infração penal, entra em cena a polícia judiciária. Esta última está sujeita às normas do Direito Processual Penal, concentra-se em indivíduos e é reservada a corporações especializadas, como a polícia civil e militar, geralmente compostas por agentes de segurança.  Em contraste, a polícia administrativa é regida pelo Direito Administrativo, direcionando-se a bens, direitos ou atividades. Sua execução é atribuição de diversos órgãos da Administração, com uma natureza predominantemente fiscalizadora. Assim, a distinção entre essas duas formas de atuação policial reside na natureza das infrações abordadas, no escopo de atuação e na legislação que as rege. 
A  polícia administrativa incide sobre atividades dos indivíduos; já a polícia judiciária recai sobre o próprio indivíduo que cometeu o ilícito penal. Apesar de ambas serem atividades administrativas, a primeira “inicia e se completa no âmbito da função administrativa”; a segunda, por sua vez, “prepara a atuação da função jurisdicional penal”. 

## Meios de Atuação
Considerando o sentido amplo do conceito de poder de polícia, o Estado dispõe de dois meios para efetivar sua aplicação: atos normativos em geral e atos administrativos, incluindo operações materiais. No primeiro caso, em que o ente estatal se utiliza de previsões normativas, ocorre a criação de leis "gerais e abstratas" pelo Poder Legislativo, que limitam os direitos e atividades individuais e são aplicáveis a todos os administrados cujas situações se enquadram nelas. Para regulamentar e especificar a aplicação dessas leis, o Poder Executivo pode empregar decretos, resoluções, portarias e instruções. 
Quanto ao segundo instrumento, que envolve atos administrativos e operações materiais, abrange medidas preventivas, como fiscalizações, vistorias, licenças e autorizações, visando assegurar a conformidade das ações individuais com os princípios do direito público. Além disso, inclui medidas repressivas, como a apreensão de mercadorias deterioradas, que têm caráter coercitivo e buscam compelir os indivíduos à obediência às disposições legais. 

## Poder de Polícia no direito positivo brasileiro
O exercício do poder de polícia, que consiste na capacidade do Estado de regular a realização de atividades pelas pessoas, encontra respaldo e validação na legislação brasileira, conforme dispositivos em vigor. O artigo 145, II, da Constituição de 1988, juntamente com o artigo 78 do Código Tributário Nacional (CTN), fornece uma base legal, buscando esclarecer e definir juridicamente o conceito de poder de polícia. É importante destacar, conforme estabelecido pelo referido preceito constitucional e pelo artigo 77 do Código Tributário, que a cobrança de tarifas, consideradas como preço público de natureza contratual ou negocial, é incompatível, sendo que a Constituição Federal autoriza exclusivamente a instituição de taxas. Isso foi alertado pelo professor, ressaltando a importância de distinguir esses conceitos. 
Além disso, é fundamental que haja evidências do efetivo uso das taxas cobradas e arrecadadas para o exercício do poder de polícia, que se configura como o fato gerador desses tributos. Como evidencia o texto, a comprovação da destinação apropriada dos recursos é imperativa. Caso se constate a inexistência de um emprego adequado dos recursos levantados, o autor adverte para a possibilidade de responsabilização dos agentes públicos envolvidos no caso. 

## Características
São características do poder de polícia: a discricionariedade e vinculação, a autoexecutoriedade e a coercibilidade . 
Quanto à Discricionariedade e vinculação, poder de polícia pode ser tanto discricionário, como vinculado, a depender da abrangência de atuação que a lei confere à Administração. A distinção entre ato público discricionário e ato vinculado está relacionada ao grau de liberdade ou margem de escolha que a Administração Pública possui ao tomar decisões: O poder de polícia será discricionário quando a lei permitir à Administração certa margem de liberdade com relação aos atos a serem praticados. A discricionariedade do poder de policia está na valoração pelo órgão administrativo sobre a conveniência e a oportunidade da prática do ato, que deve ser sempre visar o interesse público. A Administração precisa escolher o momento mais apropriado para agir, identificar a forma de ação mais adequada e determinar a sanção apropriada dentre as opções previstas na legislação.  A discricionariedade está presente, em regra, na maioria dos atos de polícia. Por sua vez, o poder de polícia será vinculado quando as medidas de polícia estiverem fixadas em lei. A Administração deverá limitar a sua atuação segundo os requisitos estabelecidos na norma restritiva. 
Quanto à Autoexecutoriedade, pode ser definida como “a prerrogativa da Administração de praticar atos e colocá-los em imediata execução, sem dependência à manifestação judicial” ou da autorização de qualquer outro Poder. É importante salientar que a autoexecutoriedade não está automaticamente presente em todas as medidas de polícia. É necessário que a lei conceda expressamente a autorização para a prática imediata do ato. Nesse contexto, cabe à Administração o dever de observar o procedimento e os requisitos legais da medida, garantindo o direito de defesa ao interessado. A autoexecutoriedade também pode ser aplicada em situações de urgência, quando a medida de polícia é vital para preservar o interesse público. Mesmo nessas circunstâncias, a Administração deve agir em conformidade com as normas legais. É crucial destacar que a autoexecutoriedade não deve resultar em arbitrariedade ou abuso de poder por parte da Administração, mas sim ser utilizada para proteger o interesse público. 
Relativamente à Coercibilidade, pode-se dizer que os atos de polícia são revestidos de força coercitiva e pode a coercibilidade do poder de polícia como a imposição obrigatória e coerciva de medidas adotadas pelo Estado.  Admite-se inclusive o uso da força e de outros meios diretos de coação para superar eventuais recalcitrâncias que possam atrapalhar o cumprimento das atividades de polícia. Trata-se esse poder, também, de uma atividade negativa, pois impõe limites à conduta individual dos particulares, restringindo a prática de atos que contrariem o interesse público. Nesse aspecto, o poder de polícia se diferencia do serviço público: enquanto no caso deo poder de polícia a Administração restringe a liberdade de atuação dos particulares; no serviço público, sua vez, a Administração exerce uma atividade positiva, pela prestação material de atividades em benefício dos cidadãos. Também é característica do poder de polícia a indelegabilidade à pessoas jurídicas de direito privado. 

## Razoabilidade e Poder de Polícia
Segundo o art. 78 do Código Tributário Nacional, o Poder de Polícia limita ou disciplina direito, interesse ou liberdade. Nessa linha de intelecção, tem-se que, não só o Poder de Polícia, mas toda atividade limitadora de direitos fundamentais, impõe-se ao teste da razoabilidade. No Estado Democrático de Direito, exige-se mais do que atenção aos critérios de validade formal do ato jurídico, é necessária atenção aos princípios constitucionais; dentre estes, está o da razoabilidade. É o que diz o Ministro Celso de Mello em trecho de um voto: (…) como se sabe, todas as normas emanadas do Poder Público devem ajustar-se à cláusula que consagra, em sua dimensão material, o princípio do “due substantive process of law” (CF, art. 5º, LIV).
Observa-se, pois, que a razoabilidade é projeção concretizadora do princípio do devido processo legal (due process of law), positivado pela Constituição no art. 5°, LIV. Porque, a par do devido processamento legal na sua dimensão formal, abarcando a ampla defesa e o contraditório, há também o processamento legal substantivo, que inclui o sopesamento dos princípios em conflito no caso concreto.
Entretanto, para evitar que a razoabilidade se transforme em arbitrariedade, é essencial aplicá-la de maneira coesa, seguindo critérios de adequação, necessidade e proporcionalidade estrita. A adequação questiona se os meios utilizados pelo Poder de Polícia são eficazes para atingir seu objetivo principal, que é a satisfação do interesse público. A necessidade analisa se, entre os meios disponíveis para a Administração exercer o Poder de Polícia, existe algum menos prejudicial aos direitos fundamentais envolvidos no caso concreto. Se não houver alternativa menos lesiva, entra-se na proporcionalidade estrita, avaliando se a restrição aos direitos fundamentais é compensada pelos benefícios advindos do meio utilizado. 
Para ilustrar, considere a concessão de uma autorização de funcionamento a uma empresa. A autorização alcança o objetivo de interesse público, que é proteger a coletividade contra possíveis danos decorrentes das atividades da empresa? Se sim, compara-se com outros meios, levando em consideração a lesividade ao princípio da livre-iniciativa como parâmetro. Se não houver alternativa menos prejudicial à livre-iniciativa, o alvará é avaliado em si mesmo, verificando se os benefícios da exigência superam os ônus. Caso afirmativo, concluímos que a exigência. 
É importante destacar que o princípio da razoabilidade permeia tanto o Poder de Polícia em seu sentido amplo quanto no estrito. Isso ocorre porque a atuação legislativa do Estado, ao criar leis que estabelecem limitações administrativas aos direitos individuais, está sujeita ao controle judiciário, garantindo a conformidade com critérios de razoabilidade e proporcionalidade. 
Além disso, nas operações de aplicação da lei ao caso concreto, como a interdição de uma atividade, quando há abuso, existem salvaguardas constitucionais, como o mandado de segurança. Este instrumento oferece proteção ao cidadão para preservar direitos líquidos e certos, especialmente quando não amparados por habeas corpus ou habeas data. Essas alternativas legais estão disponíveis quando a ilegalidade ou abuso de poder é praticado por autoridade pública, permitindo que o cidadão busque a devida proteção jurídica. 

## Ciclo de Polícia e Sanções de polícia
O "ciclo de polícia" refere-se a uma sequência de fases ou etapas que caracterizam a atuação do poder de polícia por parte da Administração Pública. Cada fase desempenha um papel específico no controle e na regulamentação de atividades em prol do interesse público. A primeira fase é a Ordem de Polícia, na qual a Administração Pública estabelece normas, regulamentos ou diretrizes que determinam como determinada atividade deve ser realizada, visando à segurança, ordem, saúde pública, entre outros objetivos. Por exemplo: A criação de leis, decretos ou regulamentos que estabelecem regras para o funcionamento de estabelecimentos comerciais. 
A segunda fase é o Consentimento de Polícia e consiste na concessão de autorizações, licenças ou permissões pela Administração Pública para que os particulares exerçam determinadas atividades, desde que atendam aos requisitos legais estabelecidos. Por exemplo: a emissão de um alvará para a abertura de um comércio, condicionado ao cumprimento das normas estabelecidas. A terceira fase é a Fiscalização de Polícia, a qual refere-se à ação de monitorar e verificar se as atividades estão sendo conduzidas de acordo com as normas estabelecidas. A fiscalização é uma ferramenta importante para garantir o cumprimento das regras. Por exemplo: Inspeções regulares de órgãos governamentais para garantir que um estabelecimento comercial esteja seguindo as normas de segurança e higiene. 
A quarta fase é a Sanção de Polícia e envolve a aplicação de medidas coercitivas ou punitivas quando as normas não são cumpridas. Essas sanções visam corrigir ou reprimir comportamentos que violem as regras estabelecidas. Por exemplo: Imposição de multas, interdição temporária ou definitiva de um estabelecimento que não esteja cumprindo as normas de funcionamento. O ciclo de polícia, ao integrar essas quatro fases, busca promover o equilíbrio entre a liberdade individual e a necessidade de proteção do interesse público, permitindo à Administração Pública intervir quando necessário para assegurar o bem-estar coletivo. 
Diante da apuração de infrações administrativas, o ordenamento jurídico prevê, como decorrência do exercício do poder de polícia, a possibilidade de sancionamento àqueles que se desviaram do comportamento legalmente esperado.  Surgem, assim, as chamadas sanções de polícia, entendidas como uma manifestação do poder de polícia. A imposição dessas sanções de polícia exige, ainda, a conformidade com certos princípios, quais sejam: o princípio da legalidade, da proporcionalidade e da culpabilidade. 
São as sanções de polícia mais frequentes a multa, a interdição de atividade, o embargo de obras, a cassação de patentes, dentre outras e qualquer que seja a sanção de polícia, ela jamais pode ser aplicada sem a observância do devido processo legal, previsto no artigo 5º, inciso LIV da Constituição Federal.  A esse respeito, inclusive, manifestou-se o Superior Tribunal de Justiça ao elaborar  a Súmula 312, ao informar a necessidade de para que possa haver a imposição de multa no âmbito do processo administrativo, é preciso que o sancionado seja notificado da autuação e da aplicação da pena, bem como a necessidade de se abrir à parte infratora o direito ao contraditório, sem o qual o poder de polícia desaguaria num poder discricionário, concepção já abandonada por sua atuação conformação aos direitos fundamentais. 

## Princípios administrativos e o poder de polícia
O poder de polícia é uma prerrogativa do Estado para disciplinar e regular a ordem pública, garantindo o bem-estar coletivo e o interesse público. Esse poder está relacionado a diversos princípios administrativos que orientam a atuação da administração pública, especialmente o princípios da legalidade, proporcionalidade, razoabilidade e culpabilidade.   

### O princípio da legalidade
Esse princípio consagra a exigência prevista no artigo 5º, inciso XXXIX da Constituição Federal, segundo a qual a lei deve prever expressamente a conduta infracional e a sanção a ela correspondente.  A exigência de lei para a imposição dessas medidas coercitivas coaduna-se, ainda, com a ideia de “legitimação democrática da punição” . 
O princípio da legalidade é um dos pilares fundamentais que regem o exercício do poder de polícia pela Administração Pública. Ele estabelece que a atuação estatal deve estar estritamente fundamentada em leis preexistentes, ou seja, a Administração só pode agir dentro dos limites estabelecidos pela legislação. No contexto do poder de polícia, a Administração Pública só pode impor restrições, fiscalizar, regular e controlar atividades da sociedade se houver uma base legal que autorize e delimite essas ações. Dessa forma, a criação de normas, regulamentos e a prática de atos administrativos relacionados ao poder de polícia devem estar em conformidade com as leis existentes. 
O princípio da legalidade garante a segurança jurídica, evitando a arbitrariedade e o arbítrio por parte da Administração Pública. Assim, qualquer medida tomada no exercício do poder de polícia que não esteja respaldada pela legislação pode ser considerada ilegal e passível de questionamento judicial. Portanto, o princípio de legalidade no exercício do poder de polícia assegura que a atuação estatal seja transparente, previsível e que respeite os direitos individuais, uma vez que está estritamente vinculada aos preceitos legais vigentes. 

### O princípio da proporcionalidade
Princípio que busca orientar a atuação do administrador na imposição das sanções de polícia. Conforme preconiza, deve haver um juízo de proporcionalidade entre o grau de reprovabilidade da conduta e a reprimenda a ser sofrida pelo infrator. Destarte, depreende-se que o desequilíbrio provocado pelo sujeito infrator à sociedade é a medida da punição que será imposta a ele. Como consequência desse princípio, emerge a exigência de que todas as decisões sejam devidamente motivadas.  
O princípio que orienta a atuação do administrador na aplicação de sanções de polícia preconiza a necessidade de estabelecer um juízo de proporcionalidade entre a gravidade da conduta e a punição imposta ao infrator. Assim, fica evidente que a medida da punição a ser aplicada está relacionada ao desequilíbrio causado pelo infrator à sociedade. Como decorrência desse princípio, surge a exigência de que todas as decisões sejam devidamente fundamentadas. O princípio da proporcionalidade é uma diretriz jurídica que busca assegurar que as medidas adotadas pelo Estado sejam adequadas, necessárias e proporcionais ao fim que se pretende alcançar. Esse princípio visa equilibrar os interesses públicos com os direitos individuais, garantindo que as ações do Estado não sejam excessivas ou desproporcionais em relação aos objetivos perseguidos. 
Quando relacionado ao poder de polícia da administração, o princípio da proporcionalidade assume uma importância significativa. O poder de polícia refere-se à capacidade do Estado de editar normas e impor restrições para proteger o interesse público, como a segurança, a saúde, a ordem pública, entre outros. Nesse contexto, a administração pública, ao exercer o poder de polícia, deve observar a proporcionalidade nas medidas adotadas. Isso significa que as restrições e sanções impostas pelo poder de polícia devem ser proporcionais à gravidade da situação e ao fim a ser alcançado. Por exemplo, ao aplicar sanções de polícia, como multas ou restrições de atividades, a administração deve considerar a proporcionalidade entre a conduta infratora e a resposta estatal, evitando medidas excessivas ou inadequadas. 

### O princípio da razoabilidade
O princípio administrativo da razoabilidade está intrinsicamente relacionado ao exercício do poder de polícia do Estado. A razoabilidade, como princípio norteador da atuação administrativa, impõe que as decisões e ações do poder público sejam proporcionais, equilibradas e justas, evitando excessos ou arbitrariedades. Quando aplicado ao poder de polícia, esse princípio assume um papel crucial em diversas perspectivas.  O poder de polícia frequentemente envolve a imposição de restrições aos direitos individuais em nome do interesse público. A aplicação do princípio da razoabilidade exige que tais restrições sejam proporcionais à finalidade almejada, evitando medidas excessivas que possam prejudicar desnecessariamente os cidadãos.  O poder de polícia confere à administração certa margem de discricionariedade para tomar decisões em situações específicas. O princípio da razoabilidade orienta a administração a utilizar essa discricionariedade de maneira sensata e justa, considerando os fatos e circunstâncias relevantes.  
A criação e aplicação de normas e regulamentos no exercício do poder de polícia devem ser razoáveis. Isso significa que as regras estabelecidas devem ser claras, proporcionais aos objetivos buscados e adequadas à realidade social em que são aplicadas.  Quando as ações do poder de polícia são contestadas judicialmente, os tribunais podem avaliar a razoabilidade das medidas adotadas pela administração. O respeito ao princípio da razoabilidade é fundamental para a validação e legalidade dessas decisões.  O poder de polícia não pode violar indevidamente os direitos individuais dos cidadãos. A razoabilidade atua como um filtro para garantir que as intervenções do Estado sejam justificadas, proporcionadas e conformes aos princípios constitucionais. 

### O princípio da culpabilidade
O princípio da culpabilidade no direito administrativo estabelece, como regra, que a punição administrativa não deve ser aplicada na ausência do elemento subjetivo no comportamento do infrator. Esse elemento de culpa é considerado essencial para a imposição de sanções de polícia, pois, segundo esse princípio, a simples ocorrência de um fato danoso não é suficiente para justificar a punição. É necessário que haja uma responsabilidade pessoal do infrator, seja ela intencional ou resultante de negligência. 
Um exemplo ilustrativo desse princípio é o caso de um motorista de táxi que transporta uma mulher em trabalho de parto. Diante da urgência da situação, é provável que o motorista cometa uma ou mais infrações de trânsito durante o trajeto. Embora os agentes públicos possam perceber na situação uma conduta passível de sanção de polícia, a ausência de culpabilidade permitiria a dispensa da multa nesse caso específico. 
Dessa forma, o princípio da culpabilidade atua como um critério fundamental na aplicação do poder de polícia pela administração, garantindo que as sanções sejam direcionadas apenas a condutas em que o infrator tenha agido com culpa, seja de forma intencional ou negligente, e evitando a punição injustificada em casos em que a culpabilidade não está presente. Isso contribui para a justiça e proporcionalidade no exercício do poder de polícia. 

## Literatura
- CARVALHO FILHO, José dos Santos. Manual de direito administrativo. São Paulo: Atlas, 2017.
- DI PIETRO, Maria Sylvia Zanella. Direito Administrativo. 30. ed. rev., atual. e ampl. Rio de Janeiro: Forense, 2017.
- JUSTEN FILHO, Marçal. Curso de Direito Administrativo. 12. ed. rev., atual. e ampl. São Paulo: Revista dos Tribunais, 2016.

- MARRARA, Thiago. Manual de direito administrativo, volume II: funções administrativas e bens estatais. KDP: Amazon, 2018.
- MEIRELLES, Hely Lopes. Direito Administrativo brasileiro. São Paulo: Malheiros, 2003.